# Austrosomatidia pulleni
Austrosomatidia pulleni là một loài bọ cánh cứng trong họ Cerambycidae. Chúng là loài duy nhất trong chi Austrosomatidia.